# Ghanaisch-nauruische Beziehungen
Dieser Artikel behandelt die Beziehungen zwischen Ghana und Nauru.

## Diplomatie
Direkte diplomatische Beziehungen zwischen den beiden Staaten bestehen nicht. Seit August 2018 gehören Ghana und Nauru gemeinsam der Freundesgruppe „Klima und Sicherheit“ innerhalb der Vereinten Nationen zur Entwicklung von Lösungsansätzen für die sicherheitspolitischen Folgen des Klimawandels an.

## Wirtschaft
Beide Staaten unterhalten zudem Handelsbeziehungen. Die Republik Nauru exportierte zwischen 1996 und 2013 Waren und Dienstleistungen im Wert von etwa 300.000 US-Dollar nach Ghana. Den größten Anteil an diesen Exporten hatten Automobile (17 Prozent), Palmöl (15 Prozent), Rapsöl und Polypropylen (jeweils 13 Prozent). Im selben Zeitraum importierte Nauru aus dem westafrikanischen Land Waren und Dienstleistungen im Gegenwert von etwa 900.000 US-Dollar, vor allem verarbeiteten Fisch (94 Prozent) und Schnittholz (fünf Prozent).